# ایگور یاروشنکو
ایگور یاروشنکو (انگلیسی: Igor Yaroshenko؛ زادهٔ ۱۱ آوریل ۱۹۶۷) رقصنده روی یخ اهل اوکراین است. وی همچنین از اسکیت‌بازان نمایشی در بازی‌های المپیک زمستانی ۱۹۹۴ بود. یاروشنکو در دوره ۱۹۹۸ نیز حضور داشت.